# 迪特馬爾·沃伊德克
胡貝特·迪特馬爾·沃伊德克（1961年10月22日—）是德國的一位政治人物，他是德國社會民主黨黨員。自2013年8月開始，他擔任勃蘭登堡州州長。他已經結婚。沃伊德克在1993年加入社民黨並在1994年首次當選州議會議員。